# Georges Blanc

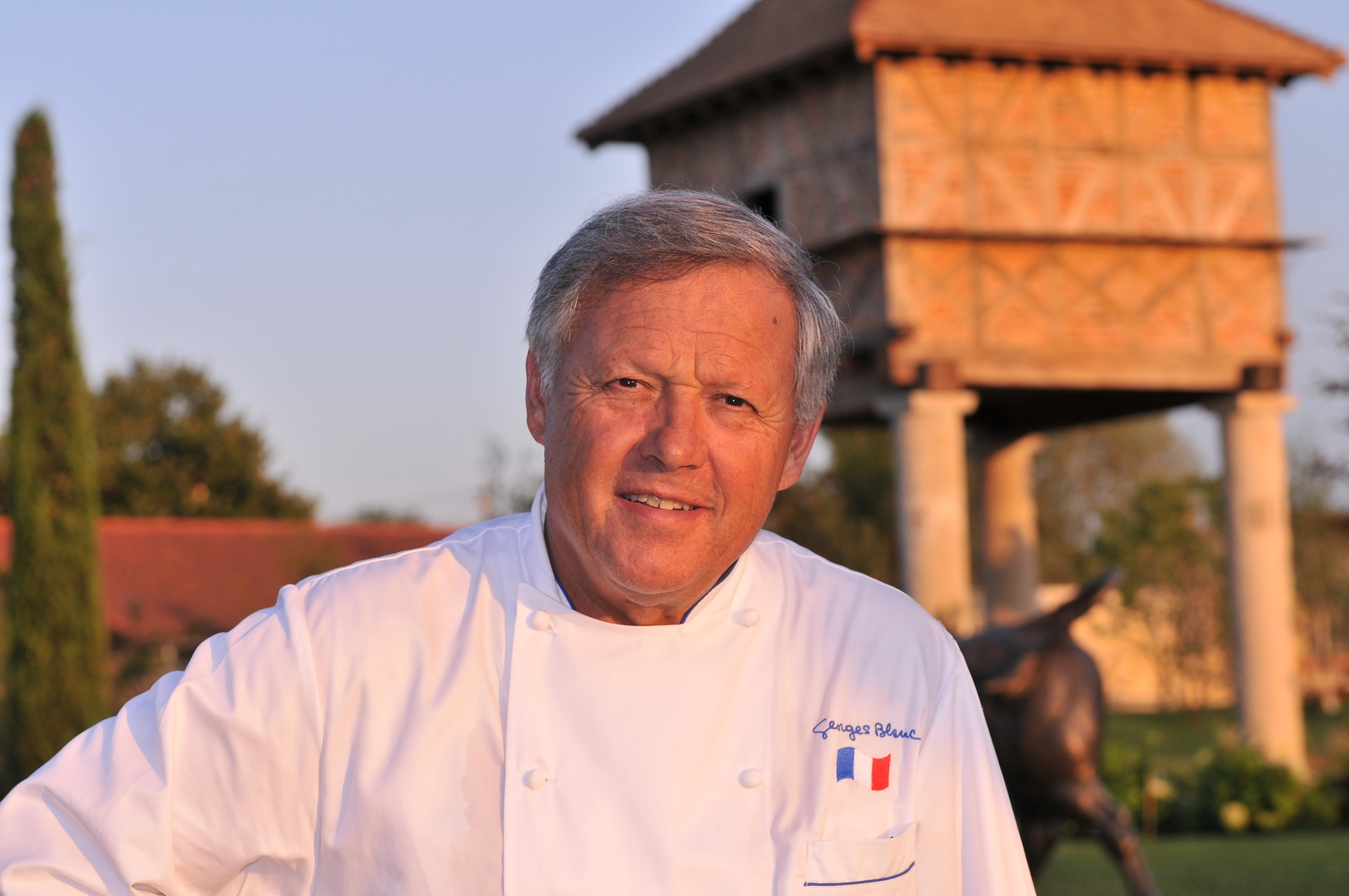
Georges Blanc (2009)

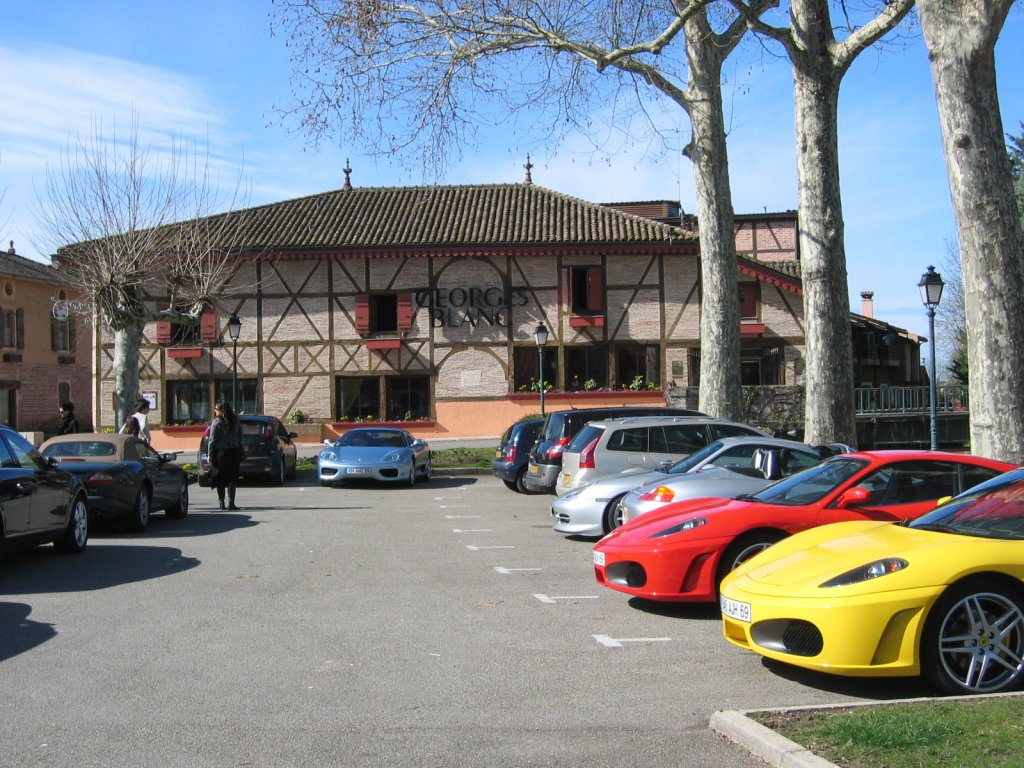
Restaurant „Georges Blanc“

Georges Blanc (* 2. Januar 1943 in Bourg-en-Bresse, Rhône-Alpes) ist ein französischer Koch.

## Familie

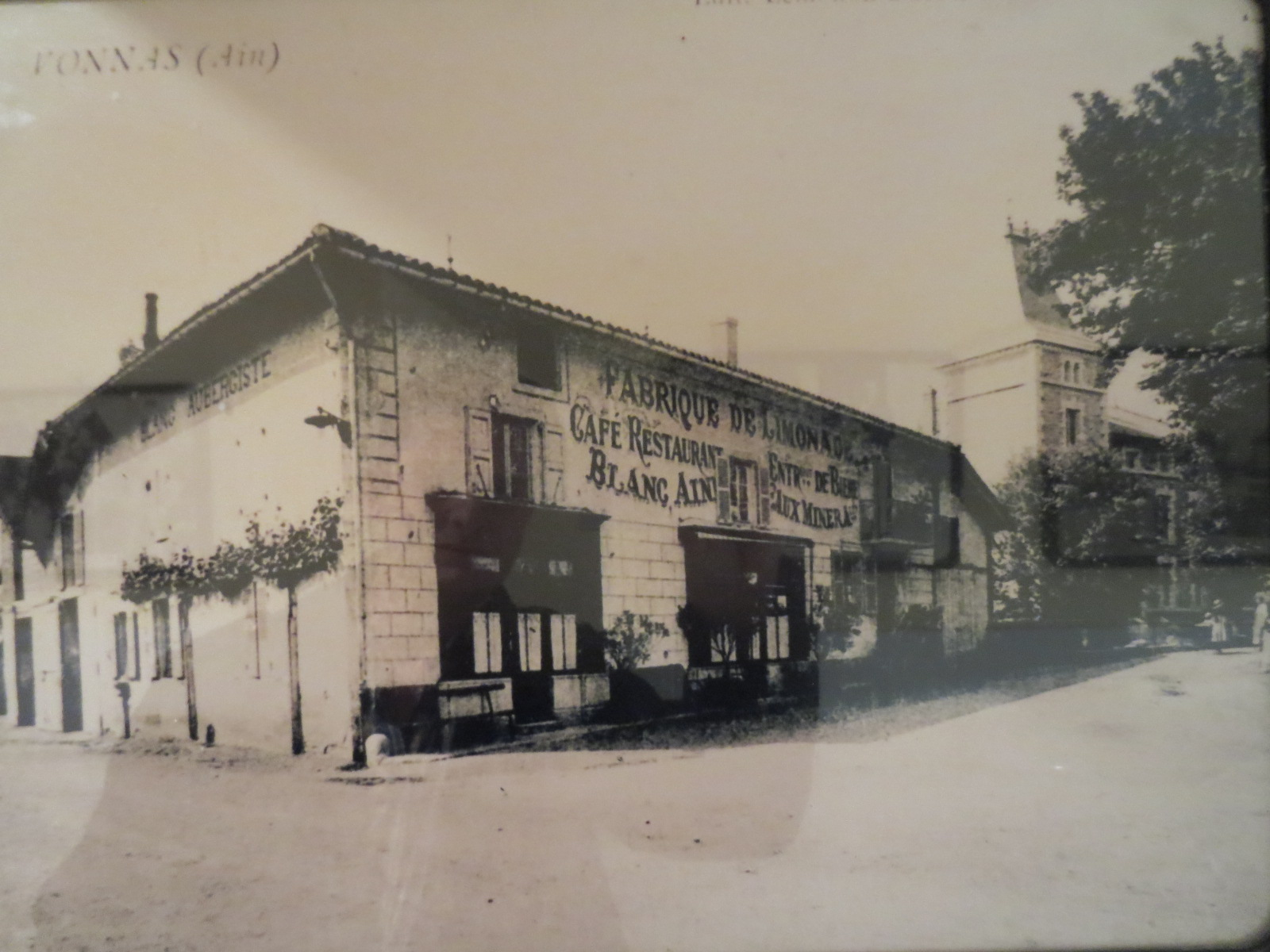
Café Restaurant Blanc in Vonnas um 1910

Blanc stammt aus einer bekannten Gastronomen-Familie in Vonnas. 1872 wurde die Auberge mit Café und Restaurant von seinen Urgroßeltern Jean-Louis und Virginie Blanc am Marktplatz von Vonnas eröffnet, 1902 übernahm deren Sohn Adolphe, Georges Großvater, das Gasthaus. Zusammen mit seiner Frau Élisa Blanc baute er die Gastronomie weiter aus, wobei vor allem Élisa, basierend auf dem Erfahrungsschatz ihrer Schwiegermutter Virginie, der Küche zu einem Aufschwung verhalf. Bekannt wurde ihr poulet aux morilles (Huhn mit Morcheln), als dessen Basis das bekannte Bressehuhn diente. 1930 erhielt seine Großmutter Élisa Blanc den ersten Michelin-Stern, 1933 den zweiten – die damals höchste Auszeichnung. Ihre Schwiegertochter Paulette Blanc übernahm 1934 das Restaurant. 1943 kam ihr Sohn Georges Blanc zur Welt.

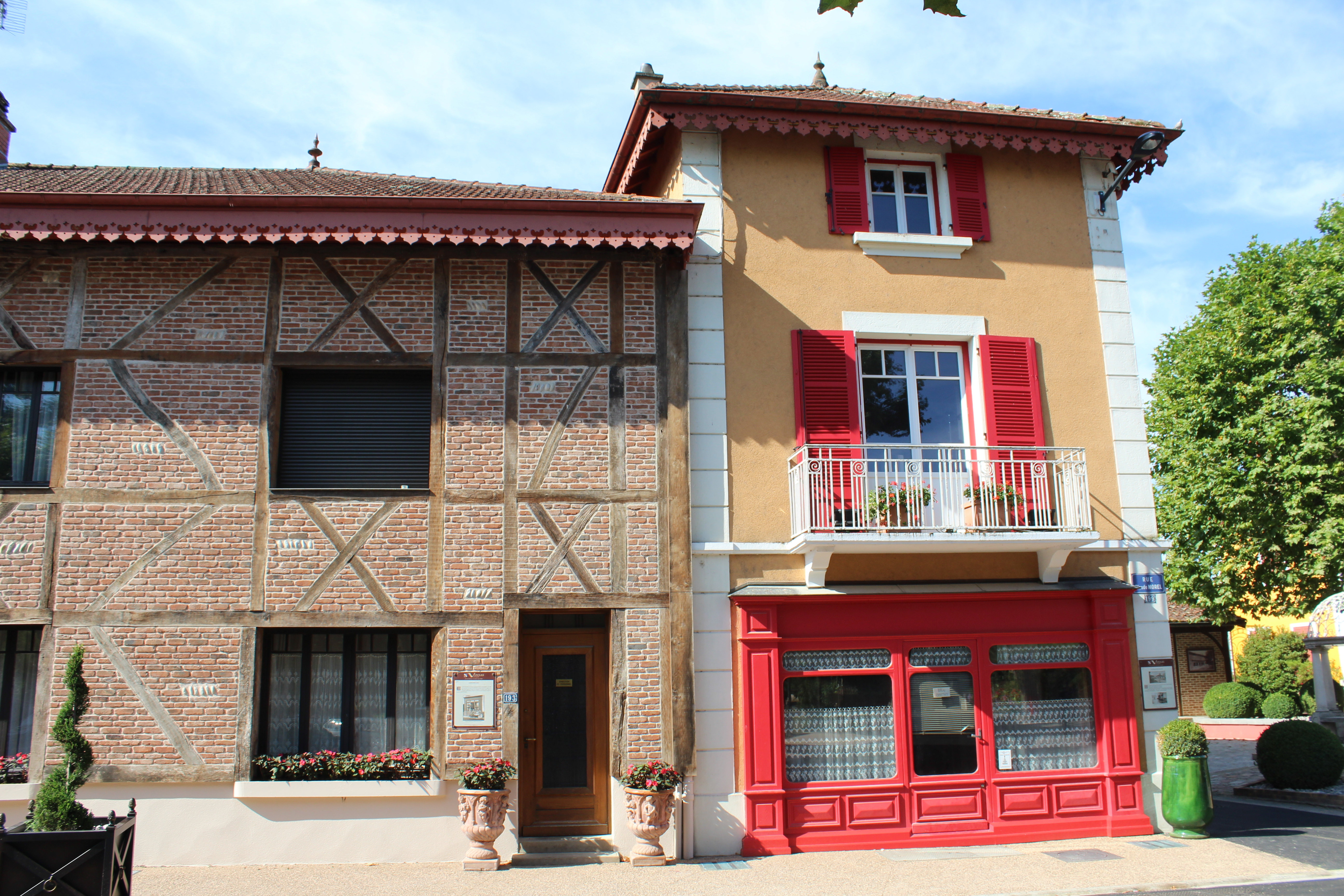
Heutige Maison Blanc (Seitenansicht)

## Werdegang
Georges Blanc besuchte 1962, obwohl er sich eher für Luftfahrt interessierte, die renommierte Hotelfachschule École hôtelière internationale Savoie-Lémanin in Thonon-les-Bains, Haute-Savoie, am Genfersee. Nach Arbeit in einigen bekannten Restaurants und dem Wehrdienst kam er 1968 zurück zum Familienbetrieb. Nach und nach verwandelte er das Restaurant Chez la Mère Blanc seiner Vorfahren in eine luxuriöse Herberge, die er Georges Blanc nannte. Er interessierte sich für Wein und legte einen Weinkeller an. 1970 erhielt er den dritten Platz der besten Sommeliers Frankreichs, 1976 wurde er Finalist beim Wettbewerb Meilleur Ouvrier de France.
1981 wurde Georges Blanc mit dem dritten Michelin-Stern ausgezeichnet sowie vom Gault-Millau als „Koch des Jahres“. 1985 erhielt er 19,5 Punkte im Gault-Millau, die bis dahin noch nicht vergeben wurden. 1985 ließ er einen 17-Hektar-Weinberg im Mâconnais bebauen und produzierte 150.000 Flaschen Wein. 1990 kaufte Blanc eine Bäckerei und siebzehn Häuser rund um sein Restaurant im Zentrum von Vonnas. Als die Autobahn A40 von Mâcon nach Genf gebaut wurde, fragte er um eine Ausfahrt für seine kleine Ortschaft Vonnas an, zwischen Mâcon und Bourg-en-Bresse. Diese wurde für 2,3 Millionen Euro gebaut. 1996 war er einer der Köche des G7-Treffens in Lyon.
Seit 1995 steht sein Sohn Frédéric aus erster Ehe mit ihm in der Küche. Georges Blanc leitet ein Unternehmen mit über 200 Mitarbeitern, einem Umsatz von rund 22 Mio. Euro und einem Ertrag von rund 8 Mio. Euro.
Blancs Restaurant wird seit 1929 mit einem Michelinstern ausgezeichnet (nur mit Unterbrechung im Zweiten Weltkrieg) und ist damit das älteste Sterne-Restaurants der Welt. 2025 wurden nur zwei Sterne vergeben.

## Auszeichnungen
- 1981 Drei Sterne im Guide Michelin[1]
- 1993 Offizier des Ordre national du Mérite
- 1993 Kommandeur des Ordre du Mérite agricole
- 2002 Ritter des Ordre des Palmes Académiques
- 2004 Kommandeur des Ordre des Arts et des Lettres
- 2008 Kommandeur der Ehrenlegion[5]